# Zaselje (gmina Požega)
Zaselje (cyr. Засеље) – wieś w Serbii, w okręgu zlatiborskim, w gminie Požega. W 2011 roku liczyła 383 mieszkańców.